# (13693) Bondar
(13693) Bondar ist ein Asteroid des Hauptgürtels, der am 4. Oktober 1997 von Astronomen der Spacewatch und am Steward Observatory (IAU-Code 691) auf dem Kitt Peak in Arizona entdeckt wurde.
Der Asteroid wurde am 14. Juni 2003 nach der ehemaligen kanadischen Astronautin Roberta Lynn Bondar (* 1945) benannt, die zur acht Tage dauernden Mission STS-42 der Raumfähre Discovery gehörte.